# Egtveds kommun
Egtveds kommun (danska: Egtved Kommune) var en kommun i dåvarande Vejle amt i sydvästra Danmark. Kommunens centralort var tätorten Egtved.
I samband med kommunreformen 2007 upplöstes kommunen och delades. Huvuddelen fördes till Vejle kommun, medan Vester Nebels socken fördes till Koldings kommun.

## Borgmästare
- Marius Kyed, 1 april 1970–31 mars 1974[3]
- Kristian Jessen Hansen, 1 april 1974–1984[3]
- Jørgen Petersen, 1984–31 december 1997[3]
- Sonny Berthold, 1 januari 1998–31 december 2006[3]

Denna lista hämtas från Wikidata. Informationen kan ändras där.